# Jacques Houssin (homme politique, 1964)
Pour les articles homonymes, voir Jacques Houssin et Houssin.
Jacques Houssin, né le 16 février 1964 à Lille (Nord), est un homme politique français. Suppléant de Marc-Philippe Daubresse, il est député de la 4e circonscription du Nord du 1er mai 2004 au 15 juillet 2005 puis du 23 avril 2010 au 14 décembre 2010, en remplacement de son titulaire, nommé au gouvernement.

## Biographie

### Études et jeunesse
Son père Jacques Houssin est député.
Il fait ses études au  Centre scolaire Saint-Paul à Lille, puis à l'Institut agricole et horticole de Genech, et enfin au Centre international de Glion  où il obtient son Diplôme supérieur de management hôtelier et touristique.

### Carrière professionnelle
De 1990 à 2000, il est directeur du Carlton de Lille. Parallèlement il est vice-président de l'Office du tourisme de Lille de 1997 à 2000. De 1998 à 1999, il est président du Club hôtelier de Lille Métropole. Il fonde également une agence spécialisée dans le tourisme d'affaires et l'organisation de congrès en 1998, il la dirige jusqu'en 2004.Il est propriétaire et gérant du Comfort Hotel Lille l'Union à Tourcoing depuis 2010.

### Carrière politique
En 1991, il devient conseiller municipal de Verlinghem puis adjoint au maire, Jean Buchet. En 1996, il devient maire de la commune, devenant à la même occasion conseiller communautaire à la Métropole européenne de Lille. En 2001, il devient conseiller général du canton de Quesnoy-sur-Deûle de 2001 à 2015. Dans le même temps, il se fait réélire maire en 2008 et 2014. Il est deux fois député en 2004 et 2010, lors de la nomination de Marc-Philippe Daubresse au gouvernement. En 2015, il est élu sur le canton de Lambersart avec Brigitte Astruc.
Il tente de succéder à Marc-Philippe Daubresse dans la 4e circonscription du Nord mais échoue au second tour face à Brigitte Liso.
En octobre 2019, il annonce son intention de ne pas briguer de nouveau mandat mayoral lors des élections municipales de 2020.

## Mandats
- Conseiller départemental du canton de Lambersart (Nord)
- Président du Conseil d'Administration du SDIS59

## Anciens mandats
- Député du Nord du 1er mai 2004 au 15 juillet 2005 et du 23 avril 2010 au 14 décembre 2010.
- Conseil municipal de Verlinghem (Nord)
  - du 01/12/1991 au 18/06/1995 (membre)
  - du 19/06/1995 au 31/08/1996 (adjoint au maire)
  - du 19/06/1995 au 18/03/2001 (membre)
  - du 01/09/1996 au 18/03/2001 (maire)
  - du 19/03/2001 au 15/03/2008 (maire)
  - du 16/03/2008 au 26/05/2020 (maire)
- Conseil départemental du Nord (anciennement conseil général)
  - du 19/03/2001 au 28/03/2015 (conseiller général)
  - du 29/03/2015 à aujourd'hui (conseiller départemental)
- Métropole européenne de Lille (anciennement communauté urbaine de Lille Métropole)
  - du 16/09/1996 au 26/05/2020i (conseiller communautaire)